# Широкий (річка)
Широ́кий — потік в Україні, в межах Хустського району Закарпатської області. Права притока Ріки (басейн Дунаю).

## Опис
Довжина 14 км, площа басейну 49,8 км². Похил річки 54 м/км. Річка типово гірська. Долина вузька, V-подібна, здебільшого заліснена. Річище слабозвивисте.

## Розташування
Широкий бере початок при південних схилах гори Коритище (масив Полонина Боржава), на північний захід від села Широке. Тече на південь і (частково) південний схід. Впадає до Ріки в селі Нижній Бистрий.
Над річкою розташовані села: Широке і Нижній Бистрий.